# Cybaeus nichikoensis
Espèce
Synonymes
- Dolichocybaeus nichikoensis Komatsu, 1968

Cybaeus nichikoensis est une espèce d'araignées aranéomorphes de la famille des Cybaeidae.

## Distribution
Cette espèce est endémique de la préfecture de Kumamoto sur Kyūshū au Japon,. Elle se rencontre dans la grotte Nichiko-do à Yatsushiro.

## Étymologie
Son nom d'espèce, composé de nichiko et du suffixe latin -ensis, « qui vit dans, qui habite », lui a été donné en référence au lieu de sa découverte, la grotte Nichiko-do.

## Publication originale
- Komatsu, 1968 : Two new cave spiders of genera Tetrablemma (Tetrablemminae, Oonopidae) and Dolichocybaeus (Cybaeinae). Acta Arachnologica, vol. 21, p. 35-39.